# Anisota
Anisota is een geslacht van vlinders uit de familie van de nachtpauwogen (Saturniidae), uit de onderfamilie van de Ceratocampinae. De wetenschappelijke naam en de beschrijving van dit geslacht zijn voor het eerst gepubliceerd in 1820 door Jacob Hübner.

## Soorten
- A. assimilis (Druce, 1886)
- A. consularis Dyar, 1896
- A. discolor Ferguson, 1971
- A. disjaliscana Brechlin & Meister 2014
- A. dismexicana Brechlin & Meister 2014
- A. dissimilis (Boisduval, 1872)
- A. finlaysoni Riotte, 1969
- A. fuscosa Ferguson, 1971
- A. kendallorum Lemaire, 1988
- A. leucostygma (Boisduval, 1872)
- A. manitobensis McDunnough, 1921
- A. oslari Rothschild, 1907
- A. peigleri Riotte, 1975
- A. pellucida Abbot & Smith, 1797
- A. punctata Riotte & Peigler, 1981
- A. senatoria (J.E. Smith, 1797)
- A. stigma (Fabricius, 1775)
- A. virginiensis (Drury, 1773)